# Boy Meets Boy (film)
Boy Meets Boy è un film del 2021 diretto da Daniel Sánchez López.

## Trama
Sulla pista da ballo di un club di Berlino Harry incontra Johannes. Nelle 15 ore che lo separano del suo volo di ritorno, Harry e Johannes trascorrono una giornata insieme vagando per la città.

## Riconoscimenti
- 2021 - Frameline San Francisco International LGBTQ Film Festival
  - Nomination Outstanding First Feature Award
- 2021 - Molodist International Film Festival
  - Special Jury Diploma
  - Nomination Miglior film LGBTQ